# 2007 في المكسيك
فيما يلي قوائم الأحداث التي وقعت خلال عام 2007 في المكسيك.

## رياضة
- 1 يناير – رالي المكسيك 2007

## برامج ومسلسلات وأنمي
- إيل تايغر: مغامرات ماني ريفيرا

## وفيات

### يناير
- 2 يناير – سيرجيو خيمينيز (مواليد 1937) ممثل مكسيكي.

### مايو
- 4 مايو – خوسيه أنطونيو روكا (مواليد 1928) لاعب كرة قدم مكسيكي.

### يونيو
- 19 يونيو – أنطونيو أغيلار (مواليد 1919)

### أغسطس
- 7 أغسطس – إيرنيستو ألونسو (مواليد 1917)
- 14 أغسطس – إدواردو نورييجا (مواليد 1916) ممثل مكسيكي.

### نوفمبر
- 7 نوفمبر – أليخاندرا ماير (مواليد 1937) ممثلة مكسيكية.